# Мистецтво химер
Мистецтвом химер називається царина художньої діяльності, що пов'язана з цілеспрямованим конструюванням нових, не існуючих в природі сполучень генів, які дозволяють отримати організми з естетичними властивостями, що задані митцем наперед. Свою назву це мистецтво отримало від Химери чудовиська з давньогрецької міфології, що являло собою потвору з головою лева, тілом кози та хвостом дракону. З того часу химерами називають різноманітних монстрів та мутантів, а також нездійсненні мрії та фантазії.
Одна з найвідоміших химерних робіт – GFP Bunny, що була реалізована Едуардо Кацом у 2000 році, у співробітництві з групою інших вчених. Її сенс полягав в отриманні трансгенного ссавця – кролика, до геному якого було вбудовано фрагмент нуклеотідної послідовності ДНК медузи Aequorea Victoria, яка відповідає за генерацію флюоресцуючого білка (GFP). В результаті на світ з'явилася крольчиха-альбінос на ім'я Альба, що сама генерувала світло в зеленому спектрі у відповідь на її освітлення у синьому чи ультрафіолетовому діапазоні. На першому малюнку зверху наведено аналогічний витвір мистецтва – флюоресцуючу мишу.
Однією зі стратегій митців ars chimaera є пошук не того, що мистецтво також може зробити, але того, що може зробити лише воно. В результаті акцент творчої діяльності зміщується з виробництва художнього продукту на дослідження умов створення витворів мистецтва: продукт творчого акту має обов'язково зазнати невдачі, аби потім бути естетизованим, має спочатку втратити технологічну цінність, аби надалі отримати цінність мистецьку.
Чи не найліпшою ілюстрацією цієї мистецької парадигми є проект австралійських художників Йонат Цурр (Ionat Zurr) та Орона Каттса (Oron Catts) «Крила свині» (The Pig Wings), який було реалізовано 2002 року. Використовуючи технологію тканинної інженерії, митці виростили крила на основі стовбурових клітин свині. І хоча проблеми технологічного характеру, що виникли під час спроб трансплантації цих крил тварині-донору, врешті і були вирішені, але автори прийняли рішення не породжувати реальну химеру. Свідома незакінченість, незавершеність роботи говорить про те, що саме запрограмована нефункціональність свинячих крил, які тільки за формою є крилами, але за суттю та внутрішньою конструкцією не призначені для польоту, і є тим, що робить їх витвором мистецтва.
Не зважаючи на те, що першими враженнями від мистецтва химер можуть бути і огида, і переляк, насправді ars chimaera має яскраво виражений попереджувальний характер, оскільки, фіксуючи ситуацію можливої поразки сучасної науки та техніки, воно тим самим переходить до гуманістичного виміру, породжуючи в нас роздуми про відповідальність за свої дії як перед нашими нащадками, так і перед іншими живими видами, що існують на планеті.